# 2010-es labdarúgó-világbajnokság-selejtező (UEFA – 2. csoport)
A 2010-es labdarúgó-világbajnokság európai 2. selejtezőcsoportjának mérkőzéseit, és a csoport végeredményét tartalmazó lapja. A csoport sorsolását 2007. november 25-én tartották a dél-afrikai Durbanban. A csoportban körmérkőzéses, oda-visszavágós rendszerben játszottak egymással a labdarúgó-válogatottak. A csoportelső automatikus résztvevője lett a 2010-es labdarúgó-világbajnokságnak, a csoport második helyezett csapata csak úgy játszhatott pótselejtezőt, ha a másik nyolc csoportban legalább egy válogatottnál jobb lett a csoport első öt helyezettje elleni összeredménye.
A csoportban a 2004-es labdarúgó-Európa-bajnokság európa-bajnoka, Görögország mellett Izrael, Svájc, Moldova, Lettország és Luxemburg szerepelt.
A mérkőzések időpontjairól 2008. január 8-án egyeztettek a selejtezőcsoportban szereplő labdarúgó-válogatottak képviselői Izraelben. A hét óra hosszan elnyúló tárgyalás végére a görög-lett mérkőzések kivételével a csoport teljes programjáról megállapodás született. A Lett és a Görög Labdarúgó-szövetség képviselői 2008. január 16-áig, a hivatalos határidőig kaptak haladékot mérkőzéseik időpontjainak véglegesítésére, azonban a további tárgyalások sorra egyezség nélkül végződtek. Így a szabályok értelmében a csoport összes mérkőzésének időpontjait a Nemzetközi Labdarúgó-szövetség határozza meg számítógépes, véletlenszerű beosztással. A sorsolást 2008. január 30-án a XXXII. UEFA kongresszuson végezték el Zágrábban, Horvátországban.

## Tabella
| Hely. | Csapat      | M  | Gy | D | V | G+ | G– | Gk  | P  | Továbbjutás                         |     | Svájc | Görögország | Lettország | Izrael | Luxemburg | Moldova |
| ----- | ----------- | -- | -- | - | - | -- | -- | --- | -- | ----------------------------------- | --- | ----- | ----------- | ---------- | ------ | --------- | ------- |
| 1.    | Svájc       | 10 | 6  | 3 | 1 | 18 | 8  | +10 | 21 | Kijutott a 2010-es világbajnokságra |     | —     | 2–0         | 2–1        | 0–0    | 1–2       | 2–0     |
| 2.    | Görögország | 10 | 6  | 2 | 2 | 20 | 10 | +10 | 20 | Továbbjutott a második fordulóba    |     | 1–2   | —           | 5–2        | 2–1    | 2–1       | 3–0     |
| 3.    | Lettország  | 10 | 5  | 2 | 3 | 18 | 15 | +3  | 17 |                                     |     | 2–2   | 0–2         | —          | 1–1    | 2–0       | 3–2     |
| 4.    | Izrael      | 10 | 4  | 4 | 2 | 20 | 10 | +10 | 16 |                                     | 2–2 | 1–1   | 0–1         | —          | 7–0    | 3–1       |         |
| 5.    | Luxemburg   | 10 | 1  | 2 | 7 | 4  | 25 | −21 | 5  |                                     | 0–3 | 0–3   | 0–4         | 1–3        | —      | 0–0       |         |
| 6.    | Moldova     | 10 | 0  | 3 | 7 | 6  | 18 | −12 | 3  |                                     | 0–2 | 1–1   | 1–2         | 1–2        | 0–0    | —         |         |

## Mérkőzések
| 2008. szeptember 6. 19:00 (UTC+3) |

| Moldova     | 1–2               | Lettország                |
| ----------- | ----------------- | ------------------------- |
| Alexeev 76' | (0–2) Jegyzőkönyv | Karlsons 8' Astafjevs 22' |

| Sheriff Stadion, Tiraspol Nézőszám: 4 300 Játékvezető: Courtney (északír) |

| 2008. szeptember 6. 20:55 (UTC+3) |

| Izrael                   | 2–2               | Svájc              |
| ------------------------ | ----------------- | ------------------ |
| Benájún 73' Szahar 90+2' | (0–1) Jegyzőkönyv | Yakın 45' Kufo 56' |

| Ramat Gan Stadion, Ramat Gan Nézőszám: 29 600 Játékvezető: Hansson (svéd) |

| 2008. szeptember 6. 20:15 (UTC+2) |

| Luxemburg | 0–3               | Görögország                                             |
| --------- | ----------------- | ------------------------------------------------------- |
|           | (0–2) Jegyzőkönyv | Toroszídisz 36' Gékasz 45+1' Harisztéasz 76' (11-esből) |

| Stade Josy Barthel, Luxembourg Nézőszám: 4 596 Játékvezető: Hermansen (dán) |

| 2008. szeptember 10. 20:30 (UTC+3) |

| Moldova                      | 1–2               | Izrael               |
| ---------------------------- | ----------------- | -------------------- |
| Picusceac 1' Golovatenco 64′ | (1–2) Jegyzőkönyv | Gólán 39' Szábán 45' |

| Zimbru Stadion, Chişinău Nézőszám: 10 500 Játékvezető: Muñiz Fernández (spanyol) |

| 2008. szeptember 10. 21:15 (UTC+3) |

| Lettország | 0–2               | Görögország    |
| ---------- | ----------------- | -------------- |
|            | (0–1) Jegyzőkönyv | Gékasz 10' 49' |

| Skonto stadion, Riga Nézőszám: 8 600 Játékvezető: Chapron (francia) |

| 2008. szeptember 10. 20:30 (UTC+2) |

| Svájc    | 1–2               | Luxemburg               |
| -------- | ----------------- | ----------------------- |
| Kufo 43' | (1–1) Jegyzőkönyv | Strasser 27' Leweck 87' |

| Letzigrund, Zürich Nézőszám: 20 500 Játékvezető: Filipović (szerb) |

| 2008. október 11. 17:45 (UTC+2) |

| Svájc             | 2–1               | Lettország                   |
| ----------------- | ----------------- | ---------------------------- |
| Frei 63' Kufo 73' | (0–0) Jegyzőkönyv | Laizāns 50′, 68′ Ivanovs 71' |

| AFG Arena, St. Gallen Nézőszám: 18 026 Játékvezető: Cardoso Batista (portugál) |

| 2008. október 11. 20:15 (UTC+2) |

| Luxemburg  | 1–3               | Izrael                                    |
| ---------- | ----------------- | ----------------------------------------- |
| Peters 14' | (1–1) Jegyzőkönyv | Benájún 2' (11-esből) Gólán 54' Túámá 81' |

| Stade Josy Barthel, Luxembourg Nézőszám: 3 562 Játékvezető: Jegorov (orosz) |

| 2008. október 11. 21:30 (UTC+3) |

| Görögország                        | 3–0               | Moldova |
| ---------------------------------- | ----------------- | ------- |
| Harisztéasz 32' 51' Kacuránisz 40' | (2–0) Jegyzőkönyv |         |

| Karaiszkákisz-stadion, Pireusz Nézőszám: 13 684 Játékvezető: Berntsen (norvég) |

| 2008. október 15. 19:00 (UTC+3) |

| Lettország       | 1–1               | Izrael      |
| ---------------- | ----------------- | ----------- |
| Koļesņičenko 89' | (0–0) Jegyzőkönyv | Benájún 50' |

| Skonto stadion, Riga Nézőszám: 7 100 Játékvezető: Hriňák (szlovák) |

| 2008. október 15. 20:15 (UTC+2) |

| Luxemburg | 0–0         | Moldova |
| --------- | ----------- | ------- |
|           | Jegyzőkönyv |         |

| Josy-Barthel Stadion, Luxembourg Nézőszám: 2 157 Játékvezető: Borski (lengyel) |

| 2008. október 15. 21:30 (UTC+3) |

| Görögország     | 1–2               | Svájc                        |
| --------------- | ----------------- | ---------------------------- |
| Harisztéasz 68' | (0–1) Jegyzőkönyv | Frei 41' (11-esből) Kufo 77' |

| Karaiszkákisz-stadion, Pireusz Nézőszám: 28 810 Játékvezető: Medina Cantalejo (spanyol) |

| 2009. március 28. 17:00 (UTC+1) |

| Luxemburg | 0–4               | Lettország                                            |
| --------- | ----------------- | ----------------------------------------------------- |
|           | (0–1) Jegyzőkönyv | Karlsons 24' Cauņa 48' Višņakovs 72' Perepļotkins 86' |

| Josy-Barthel Stadion, Luxembourg Nézőszám: 2 516 Játékvezető: Mark Whitby (walesi) |

| 2009. március 28. 18:45 (UTC+2) |

| Moldova | 0–2               | Svájc                    |
| ------- | ----------------- | ------------------------ |
|         | (0–1) Jegyzőkönyv | Frei 32' Fernandes 90+2' |

| Zimbru Stadion, Chişinău Nézőszám: 10 500 Játékvezető: McDonald (skót) |

| 2009. március 28. 21:00 (UTC+2) |

| Izrael    | 1–1               | Görögország |
| --------- | ----------------- | ----------- |
| Gólán 55' | (0–1) Jegyzőkönyv | Gékasz 41'  |

| Ramat Gan Stadion, Ramat Gan Nézőszám: 38 000 Játékvezető: Rosetti (olasz) |

| 2009. április 1. 18:30 (UTC+3) |

| Lettország                    | 2–0               | Luxemburg |
| ----------------------------- | ----------------- | --------- |
| Žigajevs 43' Verpakovskis 75' | (1–0) Jegyzőkönyv |           |

| Skonto stadion, Riga Nézőszám: 6 700 Játékvezető: Aydınus (török) |

| 2009. április 1. 21:30 (UTC+3) |

| Görögország                                | 2–1               | Izrael    |
| ------------------------------------------ | ----------------- | --------- |
| Szalpingídisz 32' Szamarász 66' (11-esből) | (1–0) Jegyzőkönyv | Bardá 58' |

| Pangrítio Stadion, Iráklio Nézőszám: 22 794 Játékvezető: Benquerença (portugál) |

| 2009. április 1. 20:30 (UTC+2) |

| Svájc             | 2–0               | Moldova |
| ----------------- | ----------------- | ------- |
| Kufo 20' Frei 52' | (1–0) Jegyzőkönyv |         |

| Stade de Genève, Genf Nézőszám: 20 100 Játékvezető: Rocchi (olasz) |

| 2009. szeptember 5. 19:00 (UTC+3) |

| Moldova | 0–0         | Luxemburg |
| ------- | ----------- | --------- |
|         | Jegyzőkönyv |           |

| Zimbru Stadion, Chişinău Nézőszám: 7 820 Játékvezető: Gediminas Mazeika (litván) |

| 2009. szeptember 5. 21:00 (UTC+3) |

| Izrael | 0–1               | Lettország |
| ------ | ----------------- | ---------- |
|        | (0–0) Jegyzőkönyv | Gorkšs 59' |

| Ramat Gan Stadion, Ramat Gan Nézőszám: 20 000 Játékvezető: Kircher (német) |

| 2009. szeptember 5. 20:30 (UTC+2) |

| Svájc                      | 2–0               | Görögország    |
| -------------------------- | ----------------- | -------------- |
| Grichting 84' Padalino 87' | (0–0) Jegyzőkönyv | Víntra 7′, 42′ |

| St. Jakob-Park, Bázel Nézőszám: 38 500 Játékvezető: De Bleeckere (belga) |

| 2009. szeptember 9. 21:00 (UTC+3) |

| Izrael                                                  | 7–0               | Luxemburg |
| ------------------------------------------------------- | ----------------- | --------- |
| Bardá 9' 21' 43' Bárúchján 15' Gólán 58' Szahar 62' 84' | (4–0) Jegyzőkönyv |           |

| Ramat Gan Stadion, Ramat Gan Nézőszám: 7 038 Játékvezető: Svendsen (dán) |

| 2009. szeptember 9. 21:30 (UTC+3) |

| Lettország              | 2–2               | Svájc                 |
| ----------------------- | ----------------- | --------------------- |
| Cauņa 62' Astafjevs 75' | (0–1) Jegyzőkönyv | Frei 43' Derdiyok 80' |

| Skonto stadion, Riga Nézőszám: 8 600 Játékvezető: Kralovec (cseh) |

| 2009. szeptember 9. 21:30 (UTC+3) |

| Moldova      | 1–1               | Görögország |
| ------------ | ----------------- | ----------- |
| Andronic 90' | (0–1) Jegyzőkönyv | Gékasz 33'  |

| Zimbru Stadion, Chişinău Nézőszám: 9 870 Játékvezető: Stålhammar (svéd) |

| 2009. október 10. 17:45 (UTC+2) |

| Luxemburg | 0–3               | Svájc                     |
| --------- | ----------------- | ------------------------- |
|           | (0–3) Jegyzőkönyv | Senderos 6' 8' Huggel 22' |

| Josy-Barthel Stadion, Luxembourg Nézőszám: 8 031 Játékvezető: Iturralde González (spanyol) |

| 2009. október 10. 21:00 (UTC+2) |

| Izrael                      | 2–1               | Moldova        |
| --------------------------- | ----------------- | -------------- |
| Bardá 22' 70' Ben Daján 65' | (1–0) Jegyzőkönyv | Calincov 90+2' |

| Ramat Gan Stadion, Ramat Gan Nézőszám: 8 700 Játékvezető: Blom (holland) |

| 2009. október 10. 21:30 (UTC+3) |

| Görögország                                      | 5–2               | Lettország             |
| ------------------------------------------------ | ----------------- | ---------------------- |
| Gékasz 4' 47' (11-esből) 57' 90+1' Szamarász 73' | (1–2) Jegyzőkönyv | Verpakovszkisz 12' 40' |

| Olimpiai Stadion, Athén Nézőszám: 18 981 Játékvezető: Øvrebø (norvég) |

| 2009. október 14. 21:00 (UTC+3) |

| Görögország                | 2–1               | Luxemburg                               |
| -------------------------- | ----------------- | --------------------------------------- |
| Toroszídisz 30' Gékasz 33' | (2–0) Jegyzőkönyv | Payal 16′, 58′ Papadópulosz 90' (öngól) |

| Olimpiai Stadion, Athén Nézőszám: 13 932 Játékvezető: Ceferin (szlovén) |

| 2009. október 14. 21:00 (UTC+3) |

| Lettország                | 3–2               | Moldova                                     |
| ------------------------- | ----------------- | ------------------------------------------- |
| Rubins 31' 44' Grebis 76' | (2–1) Jegyzőkönyv | Ovszeannicsov 25' Lascencov 30′ Sofroni 89' |

| Skonto stadion, Riga Nézőszám: 3 800 Játékvezető: Hyytiä (finn) |

| 2009. október 14. 20:00 (UTC+2) |

| Svájc | 0–0         | Izrael         |
| ----- | ----------- | -------------- |
|       | Jegyzőkönyv | Jádín 33′, 60′ |

| St. Jakob-Park, Bázel Nézőszám: 38 500 Játékvezető: Dan Tudor (román) |

## Góllövőlista
Alapvető sorrend: gólok száma (csökkenő); játszott percek (növekvő); országnév; játékosnév.
| Helyezés | Játékos                            | Nemzet      | Gólok | Játszott percek | Percek / gól |
| -------- | ---------------------------------- | ----------- | ----- | --------------- | ------------ |
| 1.       | Theofánisz Gékasz                  | Görögország | 10    | 671'            | 67' 5"       |
| 2.       | Eljánív Bardá1a (אליניב ברדה)      | Izrael      | 6     | 625'            | 104' 10"     |
| 3.       | Alexander Frei                     | Svájc       | 5     | 663'            | 132' 35"     |
| 4.       | Blaise Nkufo                       | Svájc       | 5     | 869'            | 173' 48"     |
| 5.       | Ómer Gólán1b (עומר גולן)           | Izrael      | 4     | 633'            | 158' 15"     |
| 6.       | Ángelosz Harisztéasz               | Görögország | 4     | 696'            | 174'         |
| 7.       | Ben Szahar1c (בן סהר)              | Izrael      | 3     | 318'            | 106'         |
| 8.       | Māris Verpakovskis                 | Lettország  | 3     | 679'            | 226' 20"     |
| 9.       | Josszí Benájún                     | Izrael      | 3     | 815'            | 271' 40"     |
| 10.      | Philippe Senderos                  | Svájc       | 2     | 360'            | 180'         |
| 11.      | Jórgosz Szamarász                  | Görögország | 2     | 500'            | 250'         |
| 12.      | Andrejs Rubins                     | Lettország  | 2     | 509'            | 254' 30"     |
| 13.      | Aleksandrs Cauņa                   | Lettország  | 2     | 605'            | 302' 30"     |
| 14.      | Vaszílisz Toroszídisz              | Görögország | 2     | 720'            | 360'         |
| 15.      | Ģirts Karlsons                     | Lettország  | 2     | 726'            | 363'         |
| 16.      | Vitālijs Astafjevs                 | Lettország  | 2     | 810'            | 405'         |
| 17.      | Aleksejs Višņakovs                 | Lettország  | 1     | 59'             | 59'          |
| 18.      | Gheorghi Ovseannicov               | Moldova     | 1     | 87'             | 87'          |
| 19.      | Kristaps Grebis                    | Lettország  | 1     | 104'            | 104'         |
| 20.      | Ávírám Bárúchján1d (אבירם ברוכיאן) | Izrael      | 1     | 113'            | 113'         |
| 21.      | Eren Derdiyok                      | Svájc       | 1     | 157'            | 157'         |
| 22.      | Jurijs Žigajevs                    | Lettország  | 1     | 161'            | 161'         |
| 23.      | Valeriu Andronic                   | Moldova     | 1     | 161'            | 161'         |
| 24.      | Serghei Alexeev                    | Moldova     | 1     | 219'            | 219'         |
| 25.      | Veaceslav Sofroni                  | Moldova     | 1     | 227'            | 227'         |
| 26.      | Hakan Yakın                        | Svájc       | 1     | 228'            | 228'         |
| 27.      | Igor Picusceac                     | Moldova     | 1     | 289'            | 289'         |
| 28.      | Gelson Fernandes                   | Svájc       | 1     | 310'            | 310'         |
| 29.      | Szálím Túámá1e (סלים טועמה)        | Izrael      | 1     | 351'            | 351'         |
| 30.      | Andrejs Perepļotkins               | Lettország  | 1     | 367'            | 367'         |
| 31.      | Dimítrisz Szalpingídisz            | Görögország | 1     | 374'            | 374'         |
| 32.      | Marco Padalino                     | Svájc       | 1     | 422'            | 422'         |
| 33.      | Alphonse Leweck                    | Luxemburg   | 1     | 487'            | 487'         |
| 34.      | Denis Calincov                     | Moldova     | 1     | 517'            | 517'         |
| 35.      | Klemí Szabán1f (קלמי סבן)          | Izrael      | 1     | 562'            | 562'         |
| 36.      | Dávid Ben Daján1g (דויד בן דיין)   | Izrael      | 1     | 630'            | 630'         |
| 37.      | Vladimirs Koļesņičenko             | Lettország  | 1     | 638'            | 638'         |
| 38.      | Benjamin Huggel                    | Svájc       | 1     | 701'            | 701'         |
| 39.      | Konsztandínosz Kacuránisz          | Görögország | 1     | 702'            | 702'         |
| 40.      | Deniss Ivanovs                     | Lettország  | 1     | 720'            | 720'         |
| 41.      | Jeff Strasser                      | Luxemburg   | 1     | 720'            | 720'         |
| 42.      | Stephane Grichting                 | Svájc       | 1     | 810'            | 810'         |
| 43.      | Kaspars Gorkšs                     | Lettország  | 1     | 900'            | 900'         |
| 44.      | René Peters                        | Luxemburg   | 1     | 900'            | 900'         |

1 a b c d e f g Azon izraeli játékosoknak, akiknek nincs magyar lapjuk, magyaros héber átírással van megadva a nevük. Épp ezért mindannyiuk neve után szerepel a nevük héberül is.
Öngólok
| Játékos             | Nemzet      | Gólok | Ellenfél  |
| ------------------- | ----------- | ----- | --------- |
| Avraám Papadópulosz | Görögország | 1     | Luxemburg |

## Lapok
Alapvető sorrend: kiállítások száma (csökkenő); második sárga lap miatti kiállítások száma (csökkenő); sárga lapok száma (csökkenő); országnév; játékosnév.

Azon izraeli játékosoknak, akiknek nincs magyar lapjuk, az angol wikipedia alapján van megadva a nevük. Épp ezért mindannyiuk neve után szerepel a nevük héberül is.
| Játékos                           | Nemzet      | kiállítva | sárga lap · 2. sárga lap · kiállítva | Sárga lap | Összesen |
| --------------------------------- | ----------- | --------- | ------------------------------------ | --------- | -------- |
| Victor Golovatenco                | Moldova     | 1         |                                      | 3         | 4        |
| Serghei Lascencov                 | Moldova     | 1         |                                      | 3         | 4        |
| Juris Laizāns                     | Lettország  |           | 1                                    | 1         | 2        |
| Ben Payal                         | Luxemburg   |           | 1                                    | 1         | 2        |
| Lukász Víntra                     | Görögország |           | 1                                    |           | 1        |
| Avihai Yadin (אביחי ידין)         | Izrael      |           | 1                                    |           | 1        |
| Jeff Strasser                     | Luxemburg   |           |                                      | 4         | 4        |
| Konsztandínosz Kacuránisz         | Görögország |           |                                      | 3         | 3        |
| Tamir Cohen                       | Izrael      |           |                                      | 3         | 3        |
| Eric Hoffmann                     | Luxemburg   |           |                                      | 3         | 3        |
| Joël Kitenge                      | Luxemburg   |           |                                      | 3         | 3        |
| Claudio Lombardelli               | Luxemburg   |           |                                      | 3         | 3        |
| Mario Mutsch                      | Luxemburg   |           |                                      | 3         | 3        |
| Igor Armas                        | Moldova     |           |                                      | 3         | 3        |
| Victor Bulat                      | Moldova     |           |                                      | 3         | 3        |
| Stephan Lichtsteiner              | Svájc       |           |                                      | 3         | 3        |
| Szotíriosz Kirjákosz              | Görögország |           |                                      | 2         | 2        |
| Avraám Papadópulosz               | Görögország |           |                                      | 2         | 2        |
| Jórgosz Szamarász                 | Görögország |           |                                      | 2         | 2        |
| Júrkasz Szeitarídisz              | Görögország |           |                                      | 2         | 2        |
| David Ben Dayan (דדי בן דיין)     | Izrael      |           |                                      | 2         | 2        |
| Tal Ben Haim                      | Izrael      |           |                                      | 2         | 2        |
| Omer Golan (עומר גולן)            | Izrael      |           |                                      | 2         | 2        |
| Dekel Keinan (דקל קינן)           | Izrael      |           |                                      | 2         | 2        |
| Ben Sahar (בן סהר)                | Izrael      |           |                                      | 2         | 2        |
| Vitālijs Astafjevs                | Lettország  |           |                                      | 2         | 2        |
| Oskars Kļava                      | Lettország  |           |                                      | 2         | 2        |
| Jonathan Joubert                  | Luxemburg   |           |                                      | 2         | 2        |
| Alphonse Leweck                   | Luxemburg   |           |                                      | 2         | 2        |
| Alexandru Epureanu                | Moldova     |           |                                      | 2         | 2        |
| Alexandr Gatcan                   | Moldova     |           |                                      | 2         | 2        |
| Gelson Fernandes                  | Svájc       |           |                                      | 2         | 2        |
| Stéphane Grichting                | Svájc       |           |                                      | 2         | 2        |
| Traianósz Délasz                  | Görögország |           |                                      | 1         | 1        |
| Aléxandrosz Dziólisz              | Görögország |           |                                      | 1         | 1        |
| Ángelosz Harisztéasz              | Görögország |           |                                      | 1         | 1        |
| Hrísztosz Pacadzóglu              | Görögország |           |                                      | 1         | 1        |
| Níkosz Szpirópulosz               | Görögország |           |                                      | 1         | 1        |
| Vaszílisz Toroszídisz             | Görögország |           |                                      | 1         | 1        |
| Elyaniv Barda (אליניב ברדה)       | Izrael      |           |                                      | 1         | 1        |
| Roberto Colautti (רוברטו קולאוטי) | Izrael      |           |                                      | 1         | 1        |
| Biram Kayal (בירם כיאל)           | Izrael      |           |                                      | 1         | 1        |
| Yuval Spungin (יובל שפונגין)      | Izrael      |           |                                      | 1         | 1        |
| Salim Tuama (סלים טועמה)          | Izrael      |           |                                      | 1         | 1        |
| Yoav Ziv (יואב זיו)               | Izrael      |           |                                      | 1         | 1        |
| Deniss Ivanovs                    | Lettország  |           |                                      | 1         | 1        |
| Deniss Kačanovs                   | Lettország  |           |                                      | 1         | 1        |
| Ģirts Karlsons                    | Lettország  |           |                                      | 1         | 1        |
| Vladimirs Koļesņičenko            | Lettország  |           |                                      | 1         | 1        |
| Andrejs Rubins                    | Lettország  |           |                                      | 1         | 1        |
| Māris Verpakovskis                | Lettország  |           |                                      | 1         | 1        |
| Jurijs Žigajevs                   | Lettország  |           |                                      | 1         | 1        |
| Dzintars Zirnis                   | Lettország  |           |                                      | 1         | 1        |
| Stephano Bensi                    | Luxemburg   |           |                                      | 1         | 1        |
| Gilles Bettmer                    | Luxemburg   |           |                                      | 1         | 1        |
| Guy Blaise                        | Luxemburg   |           |                                      | 1         | 1        |
| Aurélien Joachim                  | Luxemburg   |           |                                      | 1         | 1        |
| Kim Kintziger                     | Luxemburg   |           |                                      | 1         | 1        |
| Benoît Lang                       | Luxemburg   |           |                                      | 1         | 1        |
| Massimo Martino                   | Luxemburg   |           |                                      | 1         | 1        |
| René Peters                       | Luxemburg   |           |                                      | 1         | 1        |
| Claude Reiter                     | Luxemburg   |           |                                      | 1         | 1        |
| Igor Bugaiov                      | Moldova     |           |                                      | 1         | 1        |
| Alexandru Gaţcan                  | Moldova     |           |                                      | 1         | 1        |
| Igor Picusceac                    | Moldova     |           |                                      | 1         | 1        |
| Radu Rebeja                       | Moldova     |           |                                      | 1         | 1        |
| Alexei Savinov                    | Moldova     |           |                                      | 1         | 1        |
| Tranquillo Barnetta               | Svájc       |           |                                      | 1         | 1        |
| Benjamin Huggel                   | Svájc       |           |                                      | 1         | 1        |
| Gokhan Inler                      | Svájc       |           |                                      | 1         | 1        |
| Ludovic Magnin                    | Svájc       |           |                                      | 1         | 1        |
| Marco Padalino                    | Svájc       |           |                                      | 1         | 1        |
| Steve Von Bergen                  | Svájc       |           |                                      | 1         | 1        |
| Johan Vonlanthen                  | Svájc       |           |                                      | 1         | 1        |
| Hakan Yakın                       | Svájc       |           |                                      | 1         | 1        |
| Összesen                          | Összesen    | 2         | 4                                    | 115       | 121      |

## Nézőszámok
Az alábbi táblázat tartalmazza a csapatok otthoni mérkőzéseinek nézőszámait
Alapvető sorrend: átlagos nézőszám (csökkenő), országnév
| Csapat      | M | Összesen | Legalacsonyabb | Legmagasabb | Átlag  |
| ----------- | - | -------- | -------------- | ----------- | ------ |
| Svájc       | 5 | 135 626  | 18 026         | 38 500      | 27 125 |
| Izrael      | 5 | 103 338  | 7 038          | 38 000      | 20 668 |
| Görögország | 5 | 98 201   | 13 684         | 28 810      | 19 640 |
| Moldova     | 5 | 42 990   | 4 300          | 10 500      | 8 598  |
| Lettország  | 5 | 34 800   | 3 800          | 8 600       | 6 960  |
| Luxemburg   | 5 | 20 862   | 2 157          | 8 031       | 4 172  |